# Bernard Francis Law
Bernard Francis Law (Torreón, 4 november 1931 – Rome, 20 december 2017) was een Amerikaans geestelijke en kardinaal van de Rooms-Katholieke Kerk.
Law studeerde aan de Harvard-universiteit (bachelor middeleeuwse geschiedenis) en aan de seminaries in St. Benedict (Louisiana) en Worthington (Ohio). Hij werd op 21 mei 1961 priester gewijd door Egidio Vagnozzi, apostolisch delegaat in de Verenigde Staten. In 1968 werd hij Kapelaan van Zijne Heiligheid. Tot 1973 werkte hij als pastoor in het bisdom Natchez-Jackson. Hij was ook hoofdredacteur van het bisdomblad.
Op 22 oktober 1973 werd Law benoemd tot bisschop van Springfield-Cape Girardeau. Zijn bisschopswijding vond plaats op 5 december 1973. Op 11 januari 1984 volgde zijn benoeming tot metropolitaan aartsbisschop van Boston.
Law werd tijdens het consistorie van 25 mei 1985 kardinaal gecreëerd. Hij kreeg de rang van kardinaal-priester. Zijn titelkerk werd de Santa Susanna.
Law trad op 13 december 2002 af als aartsbisschop van Boston ten gevolge van zijn optreden in het schandaal rond grootschalig misbruik van kinderen in het aartsbisdom. Hem werd onder meer verweten een priester die verdacht werd van het verkrachten van jongens te hebben benoemd als conrector van een rusthuis voor gepensioneerde priesters. Het journalistiek onderzoek van The Boston Globe naar de grootschalige doofpotoperatie van de Katholieke Kerk, waarin kardinaal Law een centrale rol speelde, was in 2015 het onderwerp van de film Spotlight.
Op 27 mei 2004 werd Law benoemd tot aartspriester van de basiliek van Santa Maria Maggiore. Kardinaal Law nam deel aan het conclaaf van 2005, dat leidde tot de verkiezing van paus Benedictus XVI.
Op 21 november 2011 ging Law met emeritaat.
- Gemeinsame Normdatei: 114940728X
- International Standard Name Identifier: 0000 0001 1321 1921
- Library of Congress Control Number: n86825896
- Nationale Bibliotheek van Polen: a0000002393583
- Virtual International Authority File: 165267060
- WorldCat: E39PBJvXj73dBVTVh6VV6hCCwC